# Yaroslabi Bañuelos
Yaroslabi Bañuelos Ceseña (La Paz, Baja California Sur, 1991) es una poeta y tallerista mexicana. Se dio a conocer con su poemario Otro agosto habita el aire, con el cual obtuvo el Premio Estatal de Poesía Ciudad de La Paz 2019.

## Biografía

### Trayectoria
Estudió la Licenciatura en Psicología Clínica en la Universidad Internacional de La Paz. Parte de su obra literaria se ha publicado en diversas revistas y antologías. Ha sido becaria del Programa de Estímulo a la Creación y Desarrollo Artístico PECDA  (2016-2017) y del Programa de Jóvenes Creadores del Fondo Nacional para la Cultura y las Artes FONCA (2020-2021).
También ha sido reconocida en su estado, donde ganó los Juegos Florales Nacionales del Carnaval La Paz 2019 Grandes Navegantes, los XLVI Juegos Florales Margarito Sández Villarino de San José del Cabo, y el Primer Concurso Municipal de Poesía “Letras Nuevas”.

## Obra

### Poesía
- Despojo (Paquidermo Editorial/CMA, 2021)
- Inventario de las cosas perdidas (Ediciones de Punto de Partida, 2020)
- Otro agosto habita el aire (Instituto Sudcaliforniano de Cultura, 2020)
- Mejibó (2019)
- Mariposas de un mal verano (2019)

### Cuento
- Micropesadillas (Cuadernos de la Serpiente, 2016)

### Antologías
- El oficio del instante (Instituto Sudcaliforniano de Cultura, 2018)